# Rinaldo 3. af Modena
Rinaldo 3. d'Este (25. april 1655 – 26. oktober 1737) var hertug af det italienske hertugdømme Modena og Reggio fra 1694 til 1737.
Han var den yngste søn af hertug Francesco 1. af Modena og hans tredje hustru Lucrezia Barberini. Han blev udnævnt til kardinal i den romerskkatolske kirke i 1686. Den 6. september 1694 efterfulgte han sin nevø Francesco 2. som hertug og trådte i den forbindelse tilbage som kardinal.
Han giftede sig per stedfortræder den 28. november 1695 og personligt den 11. februar 1696 med Charlotte Felicitas, datter af hertug Johan Frederik af Braunschweig-Lüneburg. I ægteskabet blev der født syv børn.
Hertug Rinaldo døde den 26. oktober 1737 i Modena.

## Eksterne links
- Wikimedia Commons har flere filer relateret til Rinaldo 3. af Modena

| Rinaldo 3.Huset EsteFødt: 25. april 1655 Død: 26. oktober 1737 |                            |                             |
| Titler som regent                                              |                            |                             |
| Foregående: Francesco 2.                                       | Hertug af Modena 1694–1737 | Efterfølgende: Francesco 3. |